# اسکیرپیک
اسکیرپیک (دانمارکی: Skærbæk) شهرکی کوچک با جمعیت ۳٬۲۱۱ (مطابق آمار ۱ ژانویهٔ ۲۰۲۳) در استان سوددانمارک است که در شبه جزیرهٔ یوتلاند واقع شده است. در مدارک قدیمی به‌جا مانده از سال ۱۲۹۲ میلادی، به کلیسای این شهر کوچک اشاره شده است.